# Colias dubia
Colias dubia es una especie de mariposa, de la familia de las piérides, que fue descrita por Elwes, en 1906, a partir de ejemplares procedentes de Tíbet.

## Distribución
Colias dubia es endémica de la región de Indo-Malasia.